# Operația de apărare de pe frontul de sud (1916)
Operația de apărare de pe frontul de sud a fost cea de-a doua operație de nivel strategic desfășurată de Armata României în campania anului 1916. Ea s-a desfășurat începând cu a doua parte a lunii septembrie și până la începutul lunii ianuarie 1917, având ca obiectiv principal asigurarea libertății de acțiune a forțelor române pe frontul din Transilvania, prin apărarea aliniamentului fluviului Dunărea și desfășurarea unei acțiuni ofensive cu caracter limitat pentru atingerea aliniamentului Rusciuk - Șumla - Varna.
La acțiunile militare, pe lângă forțele române a participat și un corp de armată rus comandat de generalul Andrei Zaioncikovski.
Operația strategică a inclus o operație de nivel operativ - Operația de la Flămânda, precum și o serie de bătălii, cea mai importantă prin efectele sale fiind Bătălia de la Turtucaia.
Înfrângerile de pe frontul de sud în Bătălia de la Turtucaia și în Dobrogea, ca și eșecul Operației de la Flămânda au pus România într-o situație strategică dezavantajoasă. Oprirea acțiunilor ofensive pe frontul de nord a dat răgazul Puterilor Centrale să concentreze în Transilvania o forță puternică adusă de pe celelalte fronturi unde se instalase acalmia.
Acest fapt se va dovedi hotărâtor pentru soarta întregii campanii a anului 1916, conducând în mai puțin de două luni la pierderea a două treimi din teritoriul național.

## Contextul operativ strategic

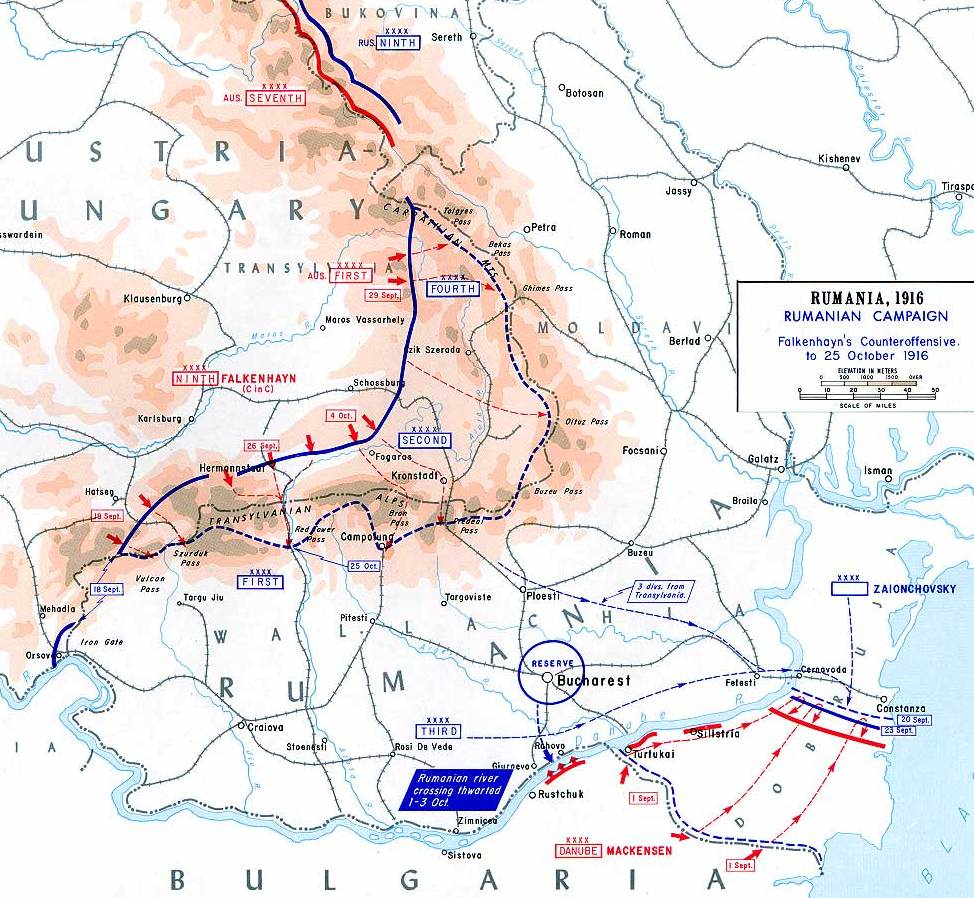
Contraatacul Puterilor Centrale, septembrie-octombrie 1916

## Forțe participante

### Dispozitivul forțelor române
La începutul operației Armata României ocupa pe frontul de sud următorul dispozitiv de luptă:
Armata 3, cu un efectiv total de 142.523 de oameni, ocupa dispozitiv de luptă de-a lungul frontierei, astfel:
- Grupul de Vest, dispus în Oltenia, format din Divizia 20 Infanterie cu un efectiv de 19.864 de oameni;
- Grupul Central, dispus înte Olt și Argeș, format din Diviziile 16, 18 Infanterie și 1 Cavalerie și Brigada 2 Călărași, cu un efectiv de 50.846 de oameni;
- Grupul de Est, dispus înte Argeș și Marea Neagră, format din Diviziile 17 (Zona Fortificată Turtucaia), 9 (Zona Fortificată Silistra) și 19 (Zona Fortificată Cernavodă) Infanterie și 1 Cavalerie și Brigada 5 Călărași, cu un efectiv de 71.813 de oameni.[1]:p. 227[2]:p. 50

Totodată, trupele române din Dobrogea urmau să fie sprijinite de Corpul 47 Armată rus (comandant - generalul A.M. Zaloncicovski), format din o divizie de infanterie și o divizie de cavalerie rusești și Divizia sârbă, cu un efectiv total de circa 30.000 de oameni. Concentrarea trupelor rusești s-a realizat în raionul Medgidia-Peștera, însă cu întârziere, abia la 1 septembrie 1916.:pp 433-435

## Comandanți

### Comandanți români
| Gradul             | Numele             | Perioada                            | Imagine |
| ------------------ | ------------------ | ----------------------------------- | ------- |
| General de divizie | Mihail Aslan       | 15 august 1916 - 25 august 1916     |         |
| General de divizie | Alexandru Averescu | 25 august 1916 - 25 septembrie 1916 |         |

La începutul campaniei, comandant al Armatei 3 era generalul de divizie Mihail Aslan, având în subordine Corpurile VI și VII Armată comandate de generalii Gheorghe Văleanu și Ioan Rașcu.
Comanda marilor unități era asigurată de: general de brigadă Constantin Teodorescu - Divizia 17 (Turtucaia), general de brigadă Ioan Basarabescu - Divizia 9 (Silistra), general de brigadă Nicolae Arghirescu - Divizia 19 (Cernavodă) și  contraamiral Nicolae Negrescu - Flotila de Dunăre.:p. 416

## Planurile de operații
Planul de operații al Puterilor Centrale prevedea 

Planul deoperații român prevedea ca pe frontul de sud Armata României să ducă o operație defensivă strategică. Inițial forțele Armatei 3 urmau să asigure acoperirea frontierei sudice de la Calafat la Marea Neagră urmând ca ulterior, după sosirea Corpului 47 Armată rus să desfășoare o operație ofensivă limitată în vederea scurtării liniei frontului pe linia Rusciuc - Șumla - Varna.:pp 111-121
Obiectivul acestor două operații era acela de a asigura libertatea de acțiune a forțelor principale ale Armatei României care operau în Transilvania.:p. 411

## Desfășurarea acțiunilor militare

### Bătălia de la Turtucaia
Modul de organizarea acțiunilor de apărare a Turtucaiei a reprezentat o eroare majoră de planificare a Marelui Cartier General. Această eroare a făcut ca o înfrângere tactică minoră să aibă implicații strategice majore asupra armatei și a întregii populații a țării. Generalul Averescu se întreba retoric:
„Cine este autorul ideei ca să avem la Turtucaia, un cap de pod?
Ce avem de apărat la Turtucaia?! Faimosul cap de pod fără pod!
Cine a fost inconștientul care a legat de un punct fără însemnătate - cărui îi lipsea partea esențială, podul - soarta a 33.000 de oameni și reputația noastră militară?!:p. 31”—Alexandru Averescu, Răspunderile
La rândul său I. G. Duca ajungea la aceeși concluzie, arătând că în condițiile în care se renunțase la planul inițial care prevedea o acțiune ofensivă în sud, și se decisese adoptarea defensivei strategice, „întărirea Turtucaiei era din punct de vedere strategic o greșeală evidentă și de nepermis”.:p. 15
Bătălia de la Turtucaia s-a desfășurat între 1-6 septembrie 1916. Pe 2 septembrie, forțele bulgaro-germane aflate sub comanda generalului Mackensen au început să atace pozițiile Armatei României din zona fortificată Turtucaia.
Capul de pod era apărat de trupele Diviziei 17 Infanterie sub conducerea generalului Constantin Teodorescu și formate preponderent din rezerviști. Din cauza în principal a modului defectuos de exercitare a actului de comandă de către conducerea militară superioară a armatei (șeful Marelui Cartier General, comandantul Armatei 3, comandanții Divizilor 17, 9 și 19 Infanterie), după numai cinci zile de lupte, trupele bulgaro-germane ocupă Turtucaia.:pp 364-398
Pierderile suferite de armata română au fost foarte mari: 160 ofițeri și circa 6.000 trupe și grade inferioare, morți și răniți, plus 480 de ofițeri și circa 28.000 de alți militari luați prizonieri. Din capul de pod de la Turtucaia au reușit să se salveze circa 2.000 de militari care au fost evacuați peste Dunăre de vasele Flotilei de Dunăre și alți circa 3.500 care s-au retras în debandadă spre Silistra.:p. 398
Consecințele înfrângerii de la Turtucaia au fost imense, influențând decisiv cursul campaniei anului 1916. Pentru bulgari recucerirea orașului „răpit” în 1913 a dus la o creștere a moralului național și a dorinței de a continua să lupte alături de Puterile Centrale. Ea a reprezentat o „gură de oxigen” și o încurajare pentru liderii austro-germani care se confruntau cu o serioasă criză și căutau încă soluții pentru a contracara ofensiva românească în Transilvania. În România, căderea Turtucaiei a creat o panică generalizată în rândul populației care nu se mai gândea la speranțele pentru România Mare ci se temea pentru soarta României Mici. Dar cea mai importantă consecință a fost decizia autorităților române de a opri ofensiva în Transilvania și a abandona planul de campanie inițial, fapt care avea să ducă la o serie de înfrângeri și în cele din urmă la pierderea a două treimi din teritoriul național.:pp 396-397

### Operația de la Flămânda
După Turtucaia, comandamentul germano-bulgar de pe de pe frontul de sud comandat de von Mackensen, a realizat faptul ca românii nu aveau experiența unui război modern, conducere politică și militară a țării nefiind pregătită să accepte riscuri, chiar minore. Viitoarele lor acțiuni militare au fost pregătite pornind de la considerentul că românii, care încă luptau conform doctrinei apărării terenului cu orice preț si nu anihilării forțelor vii ale inamicului, nu vor accepta o amenințare directă asupra Capitalei, în spatele forțelor din Transilvania, amenințare care nu era serioasă în fapt, armata bulgară neavând capacitatea de a angaja forțe semnificative la nord de Dunăre, în condițiile în care avea masat grosul forțelor pe frontul de la Salonic.
La 15 septembrie 1916, regele convoacă la Periș un Consiliu de Război la care participă primul ministru, locțiitorul șefului Marelui Cartier General – generalul Dumitru Iliescu, și comandanții de armate, generalii Ioan Culcer, Alexandru Averescu si Constantin Prezan. Pe timpul consiliului s-au conturat două concepții diametral opuse, una susținută de generalul Prezan care cerea continuarea planului inițial și a ofensivei din Transilvania, cu unele întăriri punctuale ale frontului de sud și cea de-a doua susținută de generalul Averescu căruia i s-au adăugat ceilalți comandanți de armate, care prevede oprirea ofensivei în Transilvania și desfășurarea unei ofensive la sud de Dunăre.:pp 660
Operația de la Flămânda „- subiect de studiu excelent în manualele de artă militară – a fost o improvizație cu efecte dezastruoase pentru începutul campaniei anului 1916 în România”.
Acest lucru a fost recunoscut după război chiar de principalul ei artizan, generalul Averescu, care arăta că:
„dacă trecerea Dunării și-ar fi urmat cursul, până la completa realizare a planului stabilit, din cauza modului cum s-au desfășurat evenimentele, în celelalte părți ale teatrului de operațiuni român, suma algebrică a tuturor operațiunilor ar fi fost negativă, în așa măsură, încât ar fi echivalat cu un quasi-dezastru, pentru situațiunea generală, oricare ar fi fost rezultatul local”.:p. 9”—Alexandru Averescu, Manevra de la Flămânda

Operația de la Flămânda s-a desfășurat între 23 septembrie – 6 octombrie 1916. Planul inițial prevăzând trecerea la sud de Dunăre a unui număr de 6 divizii și executarea unui atac concentric cu acestea și forțele din Dobrogea, în vederea respingerii forțelor bulgaro-germane.:p. 367
După construirea unui pod la Flămânda și trecerea la sud de Dunăre a două divizii în data de 1 octombrie 1916, operația a fost anulată în ziua următoare, din cauza ruperii podului și inundării sectorului de trecere în urma unor ploi torențiale. Trupele au fost retrase la nord de Dunăre pe 3 și 4 octombrie 1916. Paradoxal, generalul Averescu își asumă și aici marele merit de a fi ajutat astfel Marele Cartier General să mute aceste trupe din nou pe frontul din Carpați: „Aceasta schimbare a putut sa se facă la timp, și deci cu rezultat fericit, mulțumită în parte faptului, că din cauza unor ploi torențiale, îndrumarea operațiunilor de la Flămânda a suferit o oareșicare întârziere.”:p. 11
Șirul deciziilor pripite începute cu Turtucaia și continuate cu „Manevra de la Flămânda“ a dus la oprirea ofensivei pe frontul din Transilvania, armatele române trecând la apărare pe un aliniament nefavorabil, dând astfel timp forțelor Puterilor Centrale pentru realizarea dispozitivului de luptă în vederea trecerii la ofensivă pentru străpungerea apărării de pe Carpați, în timp ce un număr important de divizii românești se deplasau de pe un front pe altul în marșuri istovitoare. „S-a dovedit încă odată adevărul dictonului conform căruia generalul care nu știe să piardă o provincie pierde întreaga țară”.:pp 20-22

### Acțiunile militare din Dobrogea
La 1 septembrie 1916 Armata a 3-a bulgară a trecut frontiera bulgaro-română și a înaintat spre Dobrogea.
Generalul rus Andrei Medardovici Zaioncikovski și trupele sale au sosit în grabă pentru a întări frontul aliat româno-rus, în încercarea de oprire a armatei lui Mackensen mai înainte ca acestea să cucerească calea ferată București – Constanța. Au urmat lupte grele, cu atacuri și contraatacuri viguroase până pe 21 septembrie. 
În Dobrogea, generalul Mackensen a lansat o nouă ofensivă pe 20 octombrie, după o lună de pregătiri atente, și trupele amestecate de sub comanda sa au reușit să le învingă pe cele ruse. Rușii au fost forțați să se retragă din Constanța spre Delta Dunării. Armata rusă era nu doar demoralizată, dar și cu proviziile pe sfârșite. Mackensen a ales să transfere în mare secret o jumătate din armata sa lângă orașul Sviștov (Sistova) din Bulgaria, pregătindu-se să forțeze cursul Dunării.